# 국가모독죄
국가모독죄(國家冒瀆罪)는 1975년 3월 25일부터 1988년 12월 30일까지 대한민국 형법 제104조의2에 범죄로 규정되었던 행위를 말한다. 법정형은 '7년 이하의 징역이나 금고'로, 외환유치죄, 간첩죄 등과 함께 '외환(外患)의 죄'의 장(章)에 위치하였다.
이 규정은 고등학교 국어교사를 하면서 1977년 6월 발간된 일본의 한 잡지에 유신체제를 비판하는 시를 실었다가 국가모독 및 긴급조치 9호 위반 혐의로 구속기소돼 징역 3년과 자격정지 3년을 선고받은 '노예수첩 필화사건'의 양성우가 2012년 12월 재심을 청구해 재판을 받던 중 자신을 처벌한 법률적 근거인 "구 형법 제104조의2 국가모독죄 조항이 헌법에 어긋난다"며 2013년 6월 위헌법률심판제청을 신청한 사건에서 재판관 전원 일치 의견으로 "형사처벌로 표현행위를 일률적으로 규제하고 있는 것이 국가의 안전과 이익, 위신 등 입법목적 달성에 기여한다고 보기 어렵다 수단의 적합성을 인정할 수 없으며 형법과 국가보안법, 군사기밀보호법에 국가의 안전과 독립을 지키기 위한 다수의 처벌규정 등을 두고 있다"며 "이 조항을 별도로 둘 필요도 없다"고 하면서 국가의 안전과 이익, 위신이라는 입법 목적의 의미가 불명확하고 적용범위가 광범위해  "국민들의 비판이나 부정적 판단을 국가의 위신을 훼손한다는 이유로 형사처벌하는 것은 자유로운 비판과 참여를 보장하는 민주주의 정신에 위배된다"고 하면서 2015년 10월 21일에 헌법재판소로부터 위헌 결정을 하였다.

## 내용
제104조의2(국가모독등) ①내국인이 국외에서 대한민국 또는 헌법에 의하여 설치된 국가기관을 모욕 또는 비방하거나 그에 관한 사실을 왜곡 또는 허위사실을 유포하거나 기타 방법으로 대한민국의 안전·이익 또는 위신을 해하거나, 해할 우려가 있게한 때에는 7년 이하의 징역이나 금고에 처한다.
②내국인이 외국인이나 외국단체등을 이용하여 국내에서 전항의 행위를 한 때에도 전항의 형과 같다.
③제2항의 경우에는 10년 이하의 자격정지를 병과할 수 있다.— 1975년 일부 개정 형법 (법률 제2745호)

해당 법안(형법 개정안)에서는 '국가모독 등의 사대행위(事大行爲)를 처단함으로써 고질적 사대풍조를 뿌리뽑고 자주독립국가 국민으로서의 자각과 긍지를 드높여 국민윤리와 도의를 앙양함과 아울러 국가의 안전과 이익 그리고 위신을 보전하려는 것'을 명분으로 밝히고 있으나, 실상은 독재체제의 통제가 미치지 않는 국외(國外) 거주 한국인의 유신체제 및 박정희 대통령과 그 정부에 대한 직접비판 또는 외국 언론을 통한 간접비판을 형사처벌의 대상으로 삼는 데에 그 목적이 있었다.

## 폐지
국가모독죄는 독재체제에 대한 외부 비판의 처벌과 외신(外信) 통제를 목적으로 하고 있었으므로, 1987년 6월 항쟁 이후 바로 폐지 논의가 일어났다. 1988년 제13대 국회의원 총선거에서 여소야대(與小野大)가 되자 여야 4당은 ‘민주발전을 위한 법률개폐특위’를 구성, 전체 회의를 열어서 ‘국가모독죄 삭제와 정치풍토쇄신법 폐지’의 여야단일안 상정에 합의하였고, 같은 해 12월에 열린 국회에서 해당 안건이 통과되어 국가모독죄 조항이 삭제되었다.

## 같이 보기
- 외환유치죄
- 국교에 관한 죄
- 국기에 관한 죄
- 박정희
- 유신체제
- 민청학련 사건
- 인혁당 사건
- 6월 항쟁